# Tatra 90

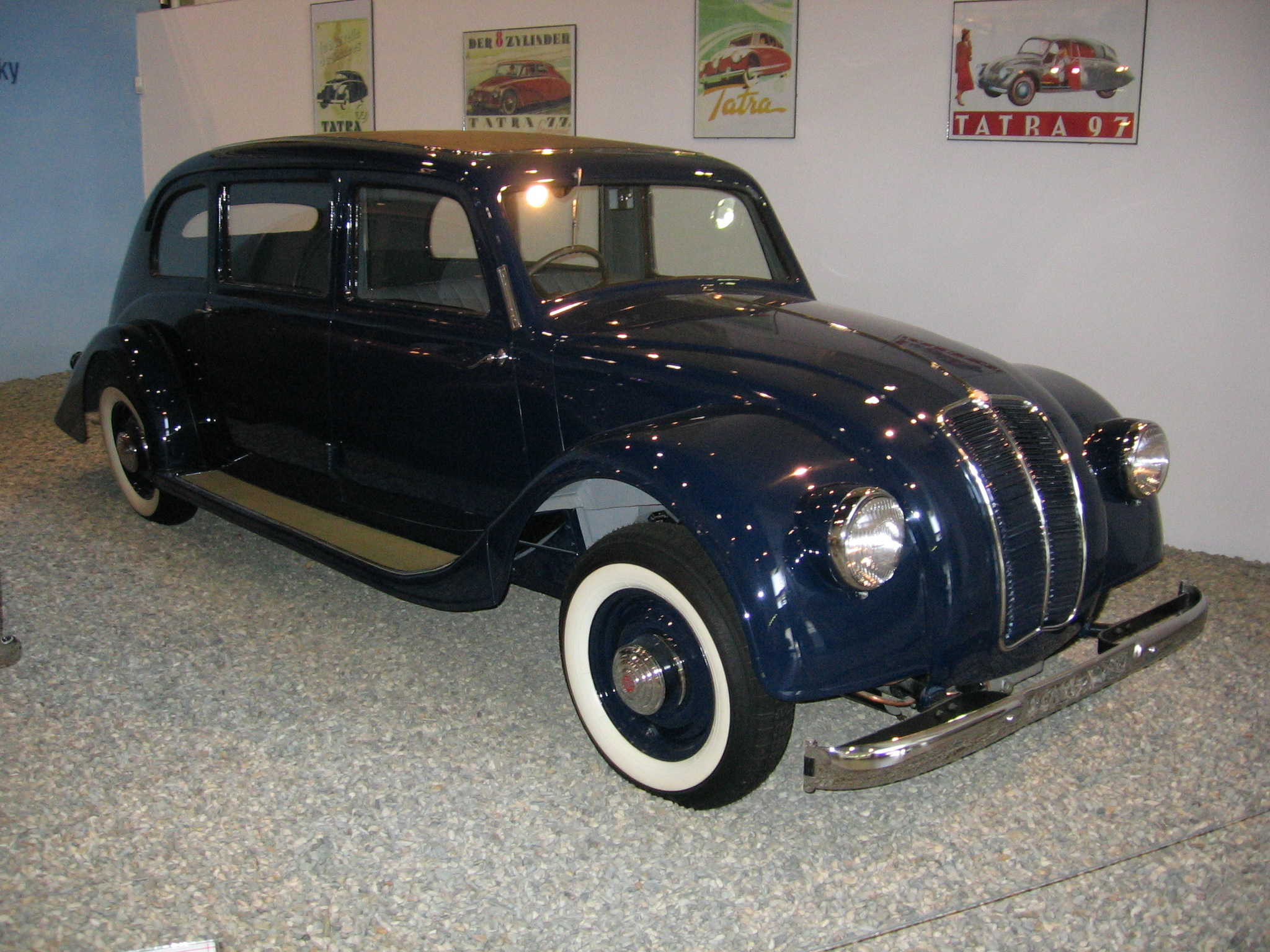
Tatra 90 im Tatra Museum

Der Tatra 90 war der Prototyp eines Pkws der oberen Mittelklasse, den das Tatrawerk in Nesselsdorf (Kopřivnice) 1935 baute.
Das Fahrzeug hatte den luftgekühlten Vierzylinder-OHC-Boxermotor des Geländewagens Typ 82 mit 2490 cm³ Hubraum und 55 PS (40 kW) Leistung. Der vorne eingebaute Motor trieb über eine Einscheiben-Trockenkupplung und ein Vierganggetriebe mit synchronisiertem drittem und viertem Gang die Hinterräder an. Die erreichbare Höchstgeschwindigkeit lag bei 90 km/h. Das Fahrgestell hatte ein Zentralrohr, eine Vorderachse mit Querblattfeder und Pendelachsen hinten, ebenfalls mit einer Querblattfeder.
Der viertürige, sechssitzige Limousinenaufbau war nach Muster des vorher entstandenen Typs 77 an Front und Heck strömungsgünstig abgerundet, hatte aber – ähnlich wie der VW Käfer – noch separate Kotflügel mit integrierten Scheinwerfern und Trittbretter.
Vermutlich wurden zwei Versuchsfahrzeuge gefertigt.